# Дємішев Денис Євгенович
Денис Євгенович Дємішев (нар. 25 серпня 1987, Українська РСР) — український футзаліст, польовий гравець.

## Життєпис
Футбольну кар'єру розпочав 2004 року у фарм-клубі ЗДУ (Запоріжжя), допоки в сезоні 2006/07 років у головній команді ДСС (Запоріжжя). У сезоні 2008/09 років захищав кольори «Контингента» (Житомир). Потім грав за «Марвіт» (Торунь) та «Ясна» (Гівліце). З 17 листопада 2015 року захищав кольори «Констракт» (Любава). Станом на 24 березня 2014 року відзначився понад 50-а голами в польській Екстраклясі. У сезоні 2013/14 років разом з «Ясна» (Гівліце) дійшов до фіналу Кубка Польщі, в якому його команда програла «Віслі-Кракбет» (Краків) (2:6) та відзначився одним із м’ячів своєї команди. Сезон 2018/19 років провів у «Погонь'04» (Щецин), починаючи з сезону 2019/20 років виступає за «Констракт» (Любава).